# Ahrar al-Sham
Ahrar al-Sham ou Ahrar ash-Sham foi um grupo rebelde sírio, ex-membro da Frente Islâmica, composto por uma coligação de grupos Islamistas e Salafistas que se uniram para combater o governo de Bashar al-Assad. O grupo é composto por, cerca de, 10 mil a 20 mil combatentes, sendo o maior grupo armado de oposição na Síria, a seguir ao Exército Livre Sírio. O grupo é o principal grupo rebelde na Guerra Civil Síria apoiado pela Turquia, Arábia Saudita e Qatar.
Politicamente, o grupo tem como objectivo de tornar a Síria num estado islâmico, guiado pelos valores da Lei Islâmica (Sharia), criticando abertamente os ideais de secularismo ou da democracia. Porém, desde 2017 o grupo vem adotando posturas bem mais moderadas incluindo a adoção da bandeira revolucionária Síria e a implementação do Código Árabe Unido em suas cortes.
Apesar de ser considerado um grupo terrorista por países como a Síria, Rússia, Irão, Emirados Árabes Unidos ou Egipto, políticos de países membros da União Europeia, bem como membros da administração dos EUA, têm procurado estabelecer contactos com o grupo, com o Departamento de Estado dos EUA a confirmar que o grupo não estava integrava a lista dos grupos terroristas nos EUA.
Foi um dos alvos da operação americana na região em 2014 ao lado da Al Nusra, do Estado Islâmico e do Movimento Hazzm. Em janeiro de 2017 o grupo entrou em confronto com a Jabhat Fateh al-Sham, antiga Frente al-Nusra e filial siria da Al Qaeda. O grupo apoia o acordo de cessar-fogo implementado na Síria que foi negociado pela Rússia, Turquia e Irã.
Na Conferência da Vitória da Revolução Síria, realizada em 29 de janeiro de 2025, a maioria das facções da oposição armada, incluindo o Ahrar al-Sham, anunciou sua dissolução e foi incorporada ao recém-formado Ministério da Defesa.

## Website
- Ahrar ash-Sham website